# Дурацкий джаз
«Дурацкий джаз» (англ. The Jazz Fool) — двенадцатый мультфильм с участием Микки Мауса от Уолта Диснея. Чёрно-белый музыкальный мультфильм. Премьера в США — 5 июля 1929 года.

## Сюжет
Конь Гораций Хорсоколлар тянет за собой повозку с небольшим органом и Микки, который нажимал на клавиши приманивая зрителей. По прибытии на место они устанавливают знак «Mickey’s Big Road-show», и Гораций начинает играть мелодию. После этого Микки выходит на сцену с чемоданом с надписью «Jazz Fool». Чемодан разворачивается в фортепиано и Микки начинает играть, энергично ударяя по клавишам и проделывая различные трюки. Под конец рассердившееся фортепиано нападает на Микки.